# Swertia adolfi-friderici
Swertia adolfi-friderici är en gentianaväxtart som beskrevs av Mildbraed och Gilg. Swertia adolfi-friderici ingår i släktet Swertia och familjen gentianaväxter. Inga underarter finns listade i Catalogue of Life.